# San Rafael (Chili)
Pour les articles homonymes, voir San Rafael.
San Rafael est une commune du Chili faisant partie de la province de Talca, elle-même rattachée à la Région du Maule. En 2012, sa population s'élevait à 8 512 habitants. La superficie de la commune est de 264 km2 (densité de 32 hab./km2). La commune a été créée en 1995 par scission de la commune de Pelarco. San Rafael qui était un hameau avant son élévation au rang de commune, a connu une forte croissance démographique liée à sa position sur la route panaméricaine et à sa position sur la route joignant la capitale de la province Talca et Curicó,. La commune se trouve à environ 221 kilomètres au sud de la capitale Santiago et 17 kilomètres au nord-est de Talca capitale de la Province de Talca. La principale production agricole de la commune sont les céréales et les légumes. La viticulture est en forte progression.

Position de San Rafael (en rouge) au sein de la Région du Maule.